# Gare de Knapstad
La gare de Knapstad est une halte ferroviaire norvégienne de la ligne d'Østfold (Østre linje), située sur le territoire de la commune de Hobøl dans le comté d'Østfold.
Mise en service en 1882, c'est une gare de la Norges Statsbaner (NSB). Elle est distante de 41,79 km d'Oslo. 

## Situation ferroviaire
La halte de Knapstad se situe entre les gares de Tomter et de Spydeberg.

## Histoire
La gare fut ouverte en 1912 et habité jusqu'en 1969. À partir de 1976, la gare fut rétrogradée au rang de halte ferroviaire. 
Une nouvelle halte est créée en 2004, située à 250 mètres de l'ancienne.

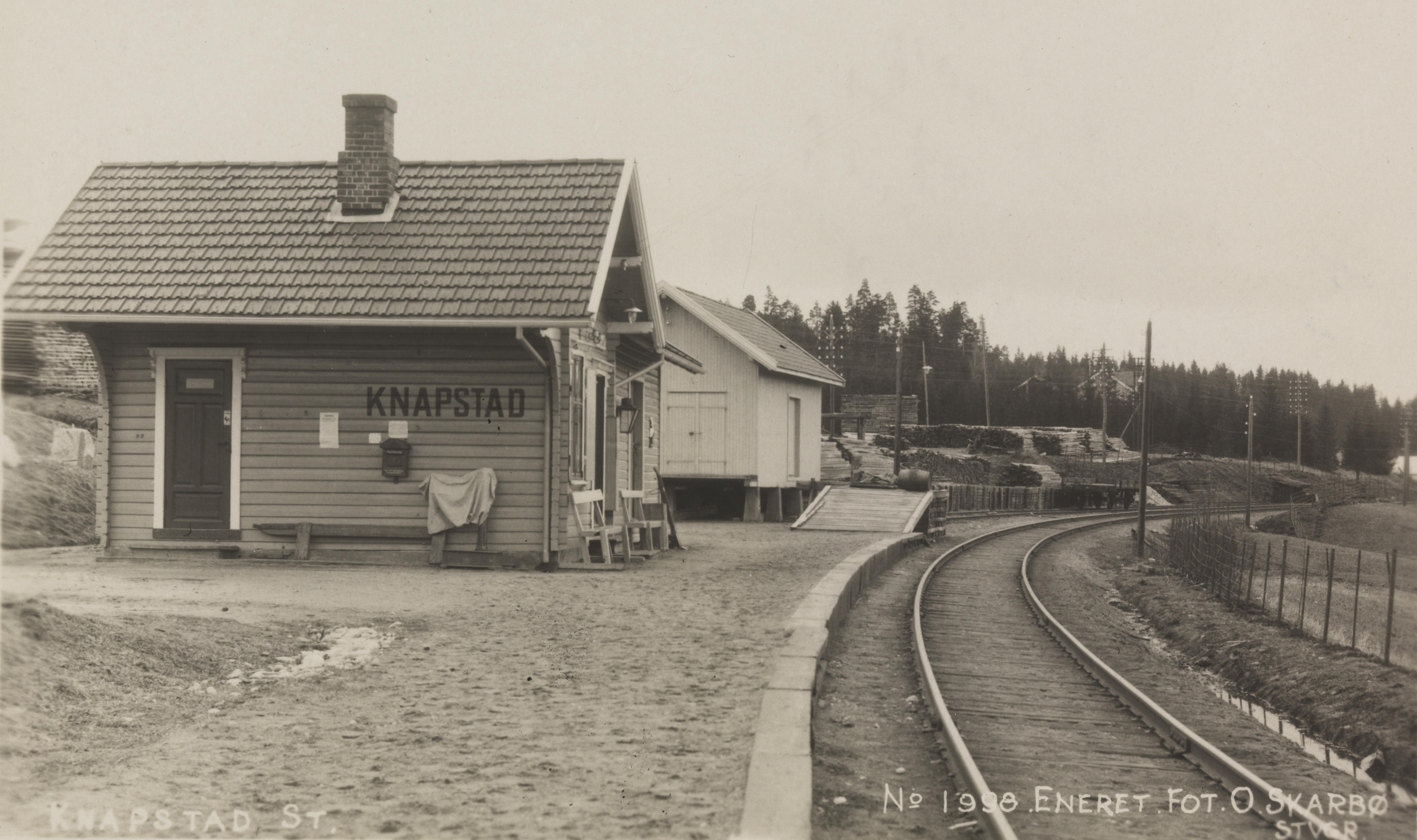
Gare dans les années 1920.
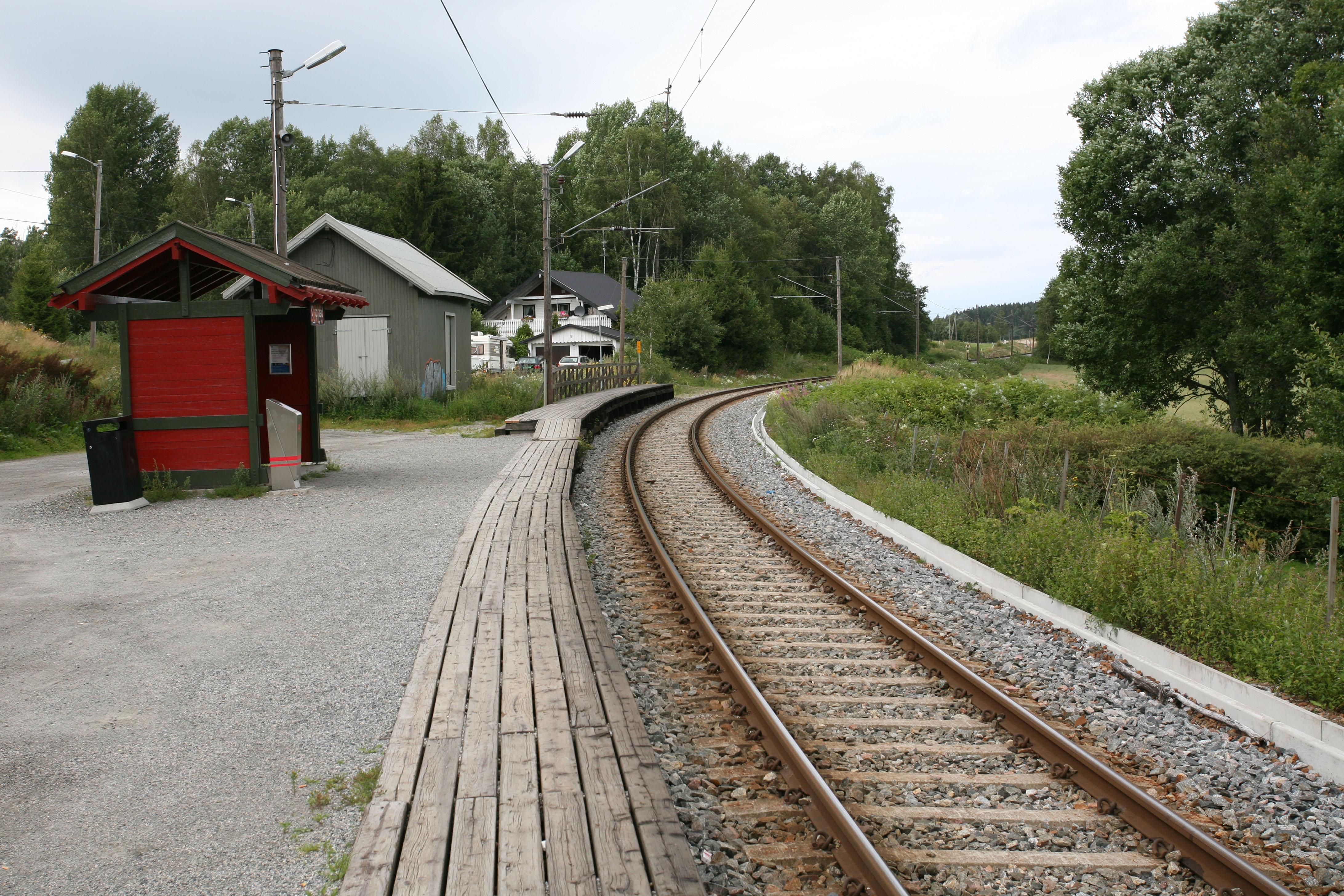
Ancienne halte en 2007.

## Service des voyageurs

### Accueil
C'est une gare sans personnel,  disposant d'abris pour les voyageurs  .

### Desserte
Knapstad est desservie par des trains locaux en direction de Skøyen et de Rakkestad. 

### Intermodalités
Un parking, de 30 places, pour les véhicules et un parc à vélo y sont aménagés .